# Austromyrtus ploumensis
Austromyrtus ploumensis är en myrtenväxtart som först beskrevs av Albert Ulrich Däniker, och fick sitt nu gällande namn av Karl Ewald Maximilian Burret. Austromyrtus ploumensis ingår i släktet Austromyrtus och familjen myrtenväxter. Inga underarter finns listade i Catalogue of Life.